# タヴェンナ
タヴェンナ（イタリア語: Tavenna）は、イタリア共和国モリーゼ州カンポバッソ県にある、人口約700人の基礎自治体（コムーネ）。

## 地理

### 位置・広がり

#### 隣接コムーネ
隣接するコムーネは以下の通り。
- アックアヴィーヴァ・コッレクローチェ
- マファルダ
- モンテネーロ・ディ・ビザッチャ
- パラータ
- サン・フェリーチェ・デル・モリーゼ